# Carlo Ferrario
Carlo Emanuele Ferrario (Como, 20 november 1986) is een Italiaans voetballer die uitkomt voor AC Cuneo 1905. Hij speelt als spits.